# Ángel Francisco Caraballo Fermín
Ángel Francisco Caraballo Fermín (ur. 30 maja 1965 w Puerto Ordaz) – wenezuelski duchowny katolicki, w latach 2019–2025 biskup Cabimas, arcybiskup metropolita Cumany od 2025.

## Życiorys
7 grudnia 1991 otrzymał święcenia kapłańskie i został inkardynowany do diecezji Ciudad Guayana. Pracował głównie jako duszpasterz parafialny, był także m.in. wykładowcą seminarium w Ciudad Bolivar, wikariuszem generalnym oraz wikariuszem sądowym.
30 listopada 2012 papież Benedykt XVI mianował go biskupem pomocniczym archidiecezji Maracaibo, ze stolicą tytularną Dagnum. Sakry biskupiej udzielił mu 16 lutego 2013 metropolita Maracaibo - arcybiskup Ubaldo Santana.
29 stycznia 2019 papież Franciszek mianował go biskupem ordynariuszem diecezji Cabimas. Ingres odbył 23 marca 2019.
6 marca 2025 został mianowany arcybiskupem metropolitą Cumany. Ingres odbył 3 maja 2025. Paliusz otrzymał z rąk papieża Leona XIV w dniu 29 czerwca 2025.